# Яскі (Люблінське воєводство)
Яскі (пол. Jaski) — село в Польщі, у гміні Радинь-Підляський Радинського повіту Люблінського воєводства.
Населення — 115 осіб (2011).
У 1975-1998 роках село належало до Білопідляського воєводства.

## Демографія
Демографічна структура станом на 31 березня 2011 року:
|          | Загалом | Допрацездатний вік | Працездатний вік | Постпрацездатний вік |
| -------- | ------- | ------------------ | ---------------- | -------------------- |
| Чоловіки | 59      | 10                 | 42               | 7                    |
| Жінки    | 56      | 13                 | 32               | 11                   |
| Разом    | 115     | 23                 | 74               | 18                   |